# Ноел (Мисури)
Ноел (енгл. Noel) град је у америчкој савезној држави Мисури.

## Демографија
По попису из 2010. године број становника је 1.832, што је 352 (23,8%) становника више него 2000. године.
| Група             | 2000.       | 2010.       |
| Белци             | 877 (59,3%) | 713 (38,9%) |
| Афроамериканци    | 5 (0,3%)    | 91 (5,0%)   |
| Азијати           | 1 (0,1%)    | 2 (0,1%)    |
| Хиспаноамериканци | 540 (36,5%) | 910 (49,7%) |
| Укупно            | 1.480       | 1.832       |